# 渋沢芳昭
渋沢 芳昭（しぶさわ よしあき、旧字体：澁澤 芳昭、1929年〈昭和4年〉9月12日 - ）は、日本の実業家、著述家、セントルイス日本会元会長（第7代-10代）。曽祖父は渋沢栄一、祖父は渋沢篤二、父は渋沢智雄。長男に実業家の渋澤健。従兄弟に渋沢雅英、渋沢裕、渋沢彰。

## 経歴
1929年、子爵・渋沢栄一の孫・智雄（実業家）と妻節子の長男として誕生する。芳昭が生まれる前年の1928年に父の智雄が分家していたため、幼少期は分家の跡取りとして育てられたという。
戦後間もない1947年4月に父の智雄を亡くす。以降は一家の大黒柱として懸命に働いたという。1956年、東京外国語大学卒業。
長男・健が誕生した後に仕事の都合により、一家でアメリカに転勤したため、長男健は日本の大学ではなくアメリカの大学で学んだ。
また、実業家として活動する傍ら1998年から2018年まで20年に渡ってセントルイス日本会会長（第7代、8代、9代、10代会長）を務め、2008年には旭日双光章を受章している。

## 家族

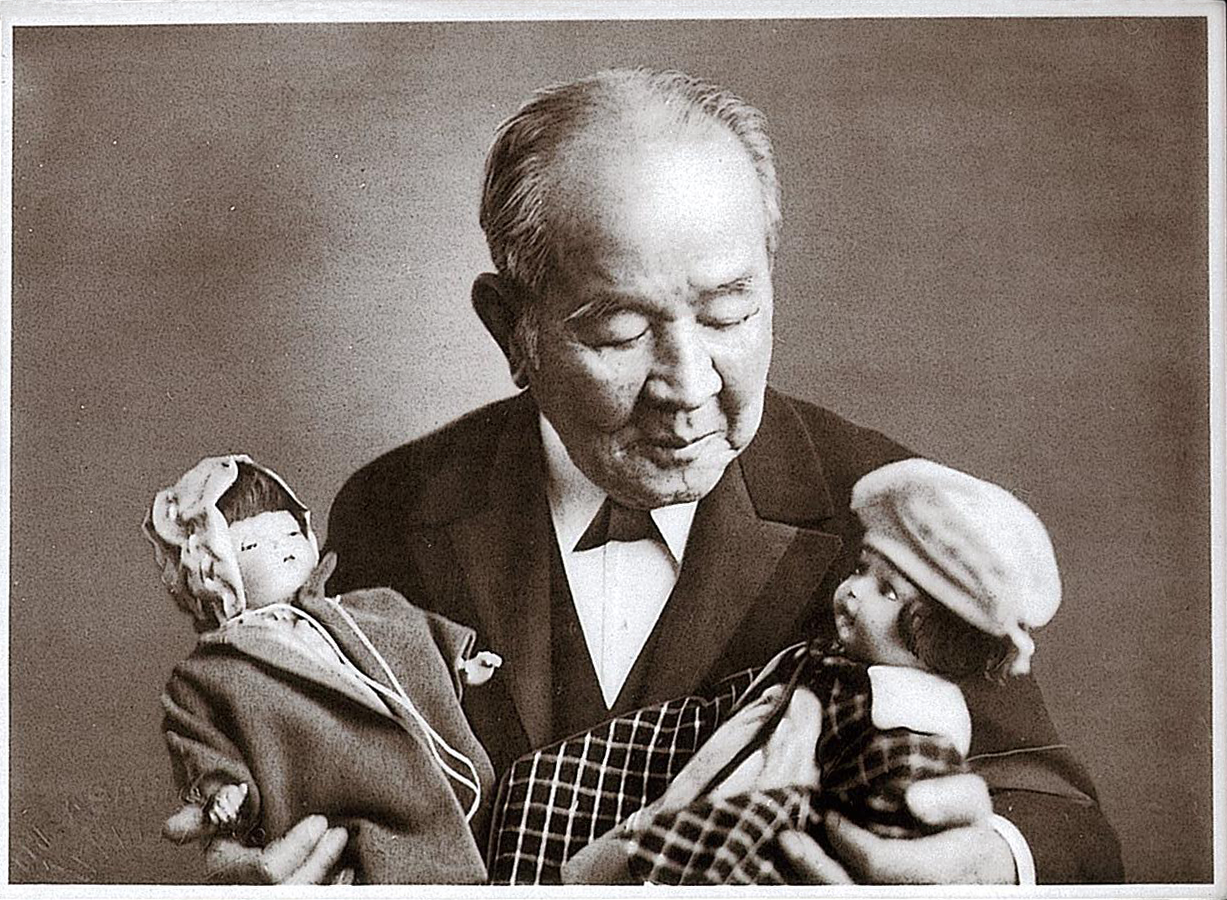
曾祖父の渋沢栄一。

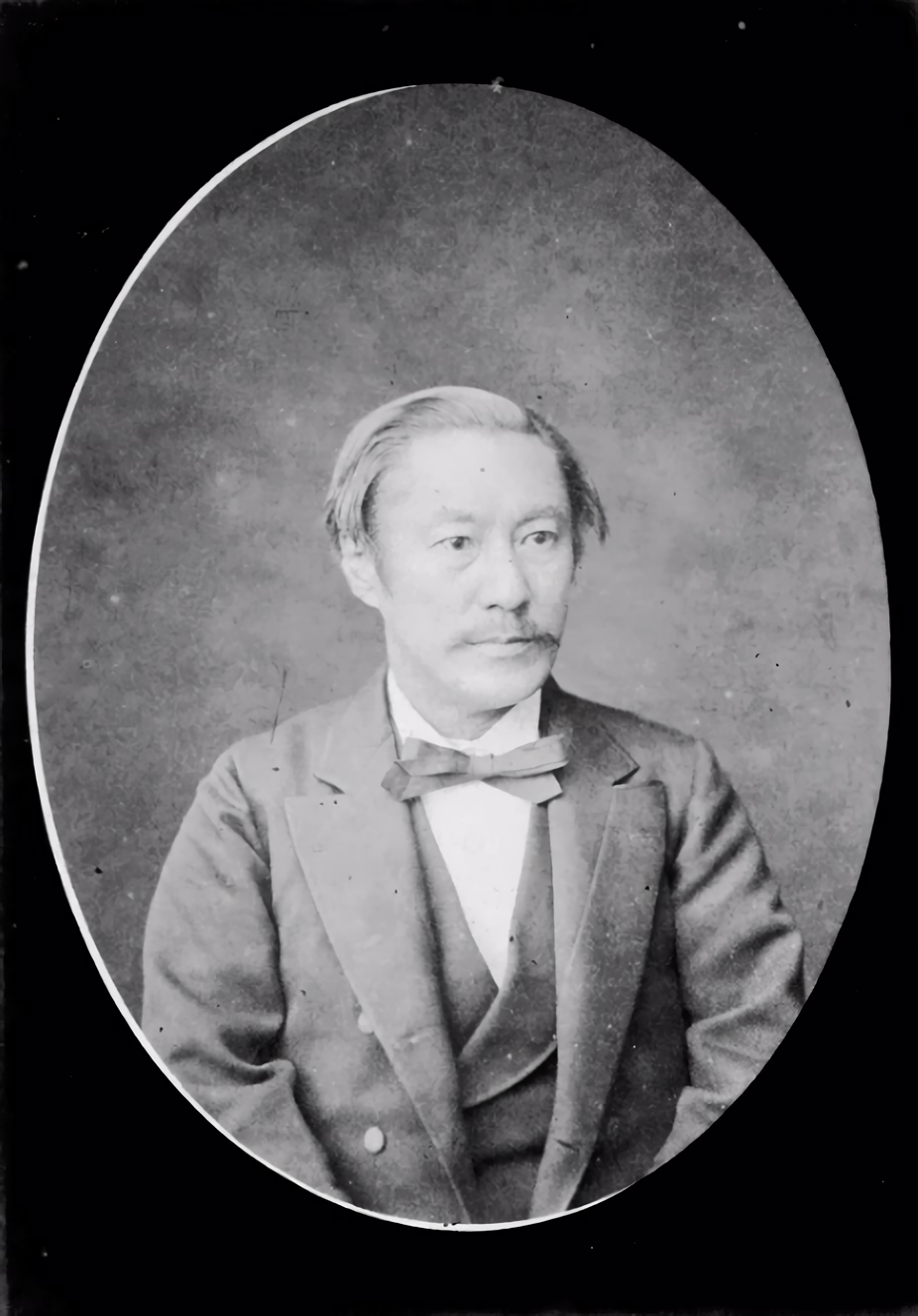
曾祖父の橋本実梁。

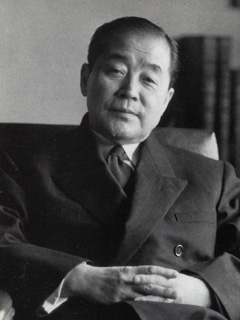
伯父の渋沢敬三。

渋沢家
- 母・節子（中村勇三郎の姉）
- 弟・芳則
- 弟・芳純
- 妹・百合子
- 妹・加代子
- 長男・健（1961年 - ）

親戚
- 渋沢敬三（伯父、子爵、実業家）
- 渋沢信雄（伯父）
- 渋沢雅英（従兄）
- 渋沢裕（従弟、実業家）
- 服部黎子（従妹、生物学者）
- 穂積真六郎
- 渋沢元治

## 著書
- 「銀行員の英会話」（1964年）。